# Jeanne Van de Putte
Jeanne Van de Putte (Ath, 30 augustus 1907 – Blankenberge 25 mei 1930) was een Vlaams schrijfster.

## Levensloop
Jeanne was een dochter van Cyriel Van de Putte en Bertha Pauwels. Haar vader was doctor in de filologie en atheneumleraar. Hij overleed in september 1908. De weduwe verhuisde met hun vier kinderen naar haar geboortestad Blankenberge.
Jeanne volgde de lagere school bij de Zusters van de Heilige Jozef. Ze schreef er teksten waarvan de zusters moeite hadden om te geloven dat ze uit de pen van een kind kwamen. Op haar twaalfde wist Jeanne dat ze dichteres wilde worden.
In 1922 werd ze leerlinge op de kostschool van de Zusters van Het Heilig Graf in Turnhout. Ze onderging er de invloed van de dichteres zuster Maria-Jozefa en van zuster Maria Beata, een echte moederfiguur.
Jeanne schreef eerst in het Frans, de taal van haar vroegste onderwijs. Met een Frans opstel won ze de Vincartwedstrijd in Brussel, waaraan alleen Vlaamse scholieren mochten deelnemen. De prijs bestond uit een pakket boeken, een fiets en een reis naar Bretagne en Normandië.
Het Heilig Graf was een van de weinige middelbare scholen in Vlaanderen die al volledig Nederlandstalig was en Jeanne kreeg dan ook ruime mogelijkheid om zich op het Nederlands toe te leggen.
In 1927 studeerde ze af als regentes, maar ze besefte dat haar zwakke gezondheid haar niet zou toelaten om voor de klas te staan. Jules Persyn, in de tijd leraar literatuur in Turnhout, zorgde ervoor dat ze aangeworven werd door de Antwerpse burgemeester Frans van Cauwelaert, om als zijn privésecretaresse te werken en ook wat privélessen te geven.
Het jaar daarop moest ze echter, om gezondheidsredenen, haar betrekking opgeven en trok ze op herstelverlof naar Tongerlo.
In 1929 onderging ze in Brussel een zware maagoperatie. Ze herstelde in Doornik, waar ze zelfs een tijdje lesgaf. Ze trok vervolgens naar Leuven en vatte er studies aan van opvoedkunde en thomistische wijsbegeerte, die ze echter na enkele maanden moest opgeven. Tuberculose werd vastgesteld en ze werd opgenomen in het sanatorium van Sijsele. In maart 1930 bleek ze ongeneeslijk en ze vertrok naar de ouderlijke woning in Blankenberge, waar ze eind mei overleed.

## Publicaties
In 1932 zorgden Jules Persyn en pater Léonce Reypens s.j. voor de publicatie van haar gedichten en dagboeknotities. Jeanne groeide uit tot een voorbeeld voor katholieke meisjes.
- Mijn hart is niet hier, uit het werk van Jeanne van de Putte, met een schets van haar leven en werk door prof. Jul. Persyn en met een inleiding door L. Reypens s.j., 1932, 2de druk z.j., 1939, 3de druk., z.j. 4de druk, 1943, 5de druk, 1947, 6de druk.
- Zoo hard en zoo schoon. Uit de briefwisseling van Jeanne vande Putte, 1936, 2de druk, vermeerderd en met een inleiding door L. Reypens s.j. 1939, 3de druk, 1942, 4de druk, 1943, 5de druk, 1947.
- De ruk aan de tralies, dagboekaantekeningen van Jeanne van de Putte, inleiding door L. Reypens s.j., 1939, 2de druk, 1943, 3de druk, 1947.

## Bron
- Archief Familie Van de Putte, KADOC, Leuven.